# Ortueri
Ortueri is een gemeente in de Italiaanse provincie Nuoro (regio Sardinië) en telt 1379 inwoners (31-12-2004). De oppervlakte bedraagt 39,0 km², de bevolkingsdichtheid is 35 inwoners per km².

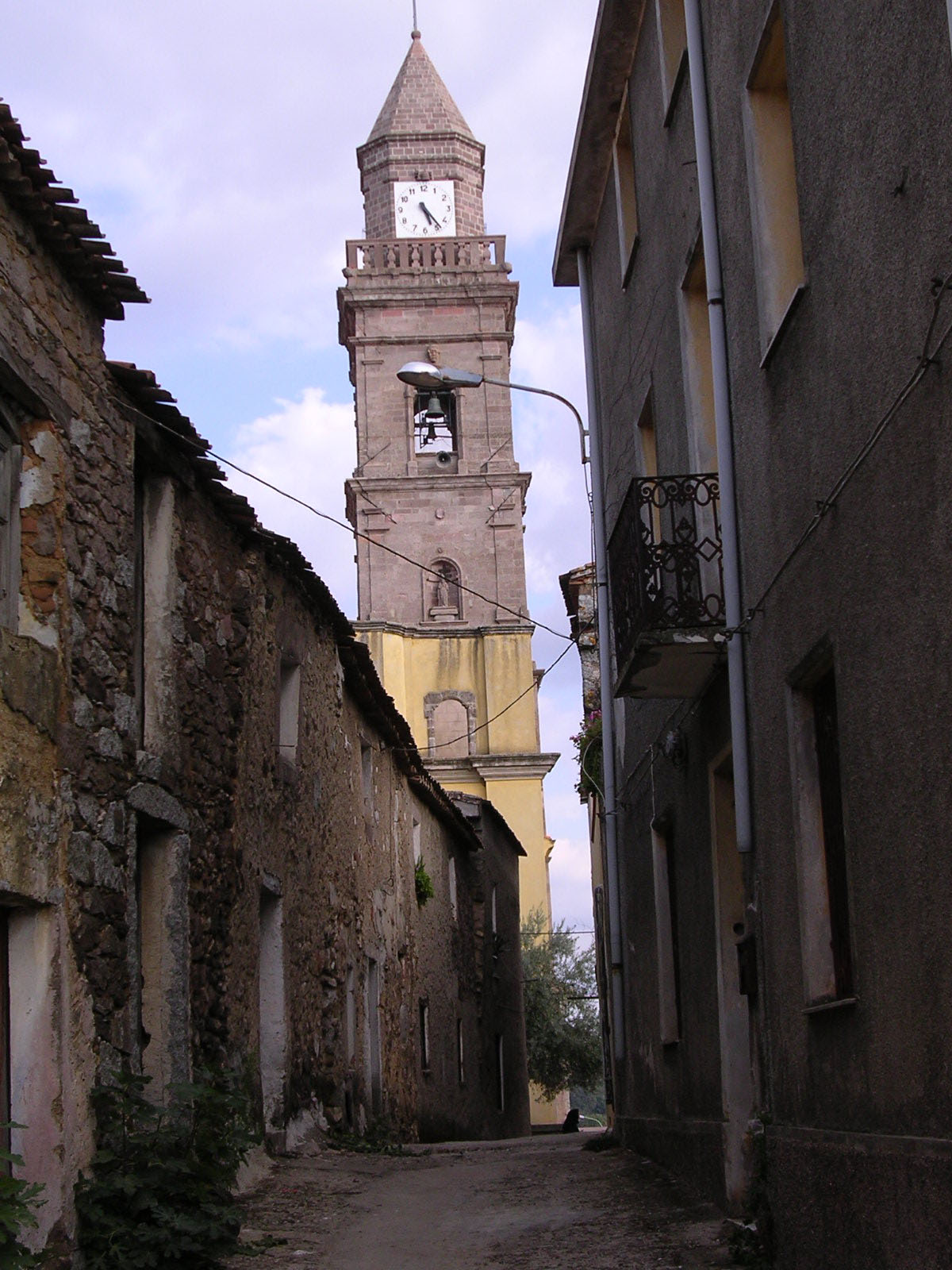
Straat in Ortueri
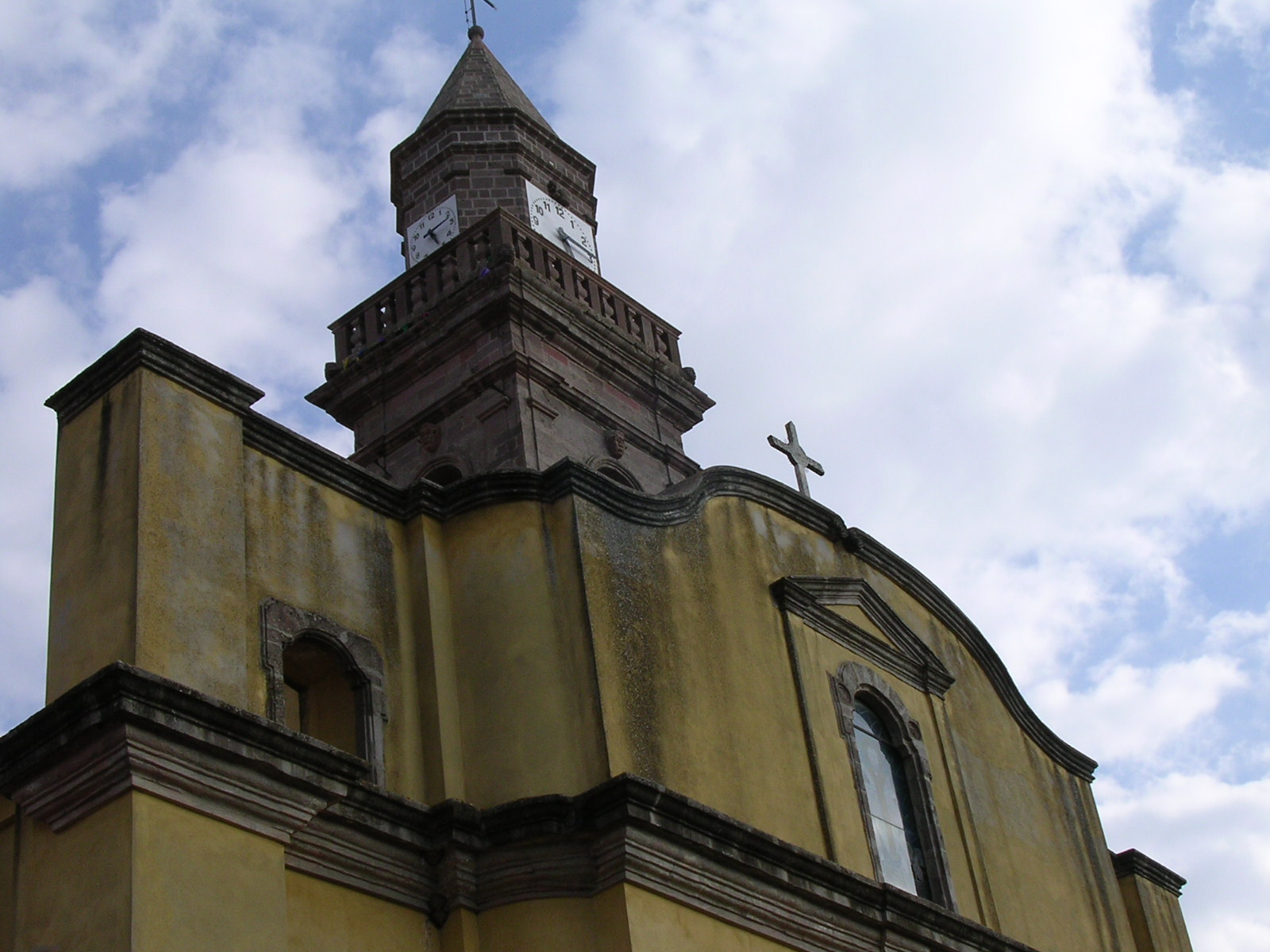
Kerk van San Nicola

## Demografie
Ortueri telt ongeveer 559 huishoudens. Het aantal inwoners daalde in de periode 1991-2001 met 10,1% volgens cijfers uit de tienjaarlijkse volkstellingen van ISTAT.
| Jaar | Inwoneraantal |
| ---- | ------------- |
| 1991 | 1597          |
| 2001 | 1435          |

## Geografie
De gemeente ligt op ongeveer 584 m boven zeeniveau.
Ortueri grenst aan de volgende gemeenten: Austis, Busachi (OR), Neoneli (OR), Samugheo (OR), Sorgono, Ula Tirso (OR).
Aritzo · Atzara · Austis · Belvì · Birori · Bitti · Bolotana · Borore · Bortigali · Desulo · Dorgali · Dualchi · Fonni · Gadoni · Galtellì · Gavoi · Irgoli · Lei · Loculi · Lodine · Lodè · Lula · Macomer · Mamoiada · Meana Sardo · Noragugume · Nuoro · Oliena · Ollolai · Olzai · Onanì · Onifai · Oniferi · Orani · Orgosolo · Orosei · Orotelli · Ortueri · Orune · Osidda · Ottana · Ovodda · Posada · Sarule · Silanus · Sindia · Siniscola · Sorgono · Teti · Tiana · Tonara · Torpè
1. ↑  https://demo.istat.it/?l=it.